# ميشال جحا
ميشال خليل جحا (24 سبتمبر 1930 بيروت - حاضر 2022)، هو كاتب لبناني. يحمل شهادة الدكتوراه في الأدب. عمل أستاذاً جامعياً في الجامعة اللبنانية. عضو جمعية النقد الأدبي. نشر أعماله الأولى في الصحف والمجلات اللبنانية.

## أعماله
- الدراسات العربية الإسلامية في أوروبا، معهد الإنماء العربي، 1982
- عمر أبو ريشة: نار الشاعر المقدسة، 1986
- سليم البستاني، رياض الريس للكتب والنشر، 1989
- إبراهيم اليازجي، رياض الريس للكتب والنشر، 1992
- خليل مطران - باكورة التجديد في العشر العربي الحديث، المؤسسة الجامعية للدراسات والنشر، 1995
- فرح أنطون، رياض الريس للكتب والنشر، 1998
- ماري عجمي، رياض الريس للكتب والنشر، 2001
- جوليا طعمه دمشقية، رياض الريس للكتب والنشر، 2003
- أعلام الشعر العربي الحديث من أحمد شوقي إلى محمود درويش، دار العودة، 2003
- أعلام الشعر العامي في لبنان، دار الثقافة للطباعة والنشر والتوزيع، 2003
- أمين الريحاني؛ مختارات ودراسات، دار صادر للطباعة والنشر، 2007
- القصة القصيرة في لبنان؛ سيرة ونصوص، الجامعة اللبنانية الأميركية، 2008
- كتب وكتاب مقالات نقدية، رياض الريس للكتب والنشر، 2008
- وجوه نيرة في الجامعة الأميركية في بيروت، دار نلسن، 2010
- شعراء لبنانيون رحلوا، دار نلسن، 2010
- شعراء أعلام من المشرق العربي، دار صادر للطباعة والنشر، 2013
- مقدمات الدكتور ميشال خليل جحا، دار نلسن، 2015
- رواد الشعر العامي في لبنان، منشورات الجامعة اللبنانية، 2015
- أمين نخلة؛ مقالات له وعنه ومقابلات معه، دار نلسن، 2016
- أوراق من كتاب العمر - سيرة ذاتية، دار نلسن، 2019

### ترجمات
- الأعمال الكاملة لأمين نخلة - الأساتذة في النثر العربي، أمين نخلة، المؤسسة الجامعية للدراسات والنشر، 1993
- العقل والإيمان بين الغزالي وابن رشد، خليل حاوي، دار نلسن، (تقديم: محمود شريح)، 2015

## وفاته
توفي الدكتور ميشال خليل جحى يوم الجمعة في 7 كانون الثاني (يناير) 2022، وقد نعاه رئيس ندوة العمل الوطني الدكتور وجيه فانوس على صفحته على الفايسبوك، قائلاً:
"الأستاذ الدكتور ميشال خليل جحى، من قدامى أعضاء النّدوة، وهو الأستاذ الجامعي الذي خرّج أجيالًا من أهل الأكاديميا، والباحث المتعمّق في تاريخ الأدب والثقافة، والوطني الثّابت على مبادئه في العيش الدّيمقراطي الصّحيح وحفظ كرامة الإنسان في لبنان. توفاه الله اليوم الجمعة 7 كانون الثّاني (يناير) 2022، ويوارى جثمانه الثّرى السّبت 8 كانون الثاني 2022، في مدافن العائلة في بلدته "بشمزّين" (الكورة).
وأضاف: 
"بغياب ميشيل، أخسر أستاذي وصديقي وزميلي ورفيقي على امتداد خمسين سنة من عمري؛ ويخسر لبنان أحد كبار أهل المبادئ واحترام الذّات، ويخسر العلم باحثًا نحريرًا ما أسقط قلمه من يده إلّا لحظة دعاه ملاك الرّب لملاقة ربّه".

## وصلات خارجية
- صفحة كتبه على موقع كودريدرز.
- جورج شامي في تكريم ميشال جحا: أنرت الظلمات ودروب العقوق